# Ophthalmis
Ophthalmis är ett släkte av fjärilar. Ophthalmis ingår i familjen nattflyn.

## Bildgalleri

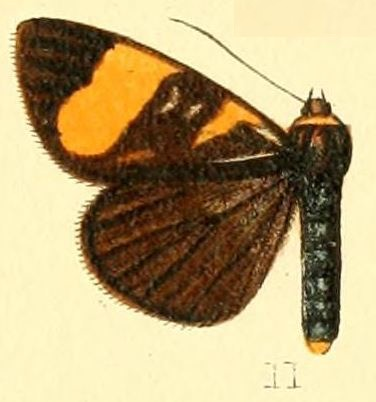
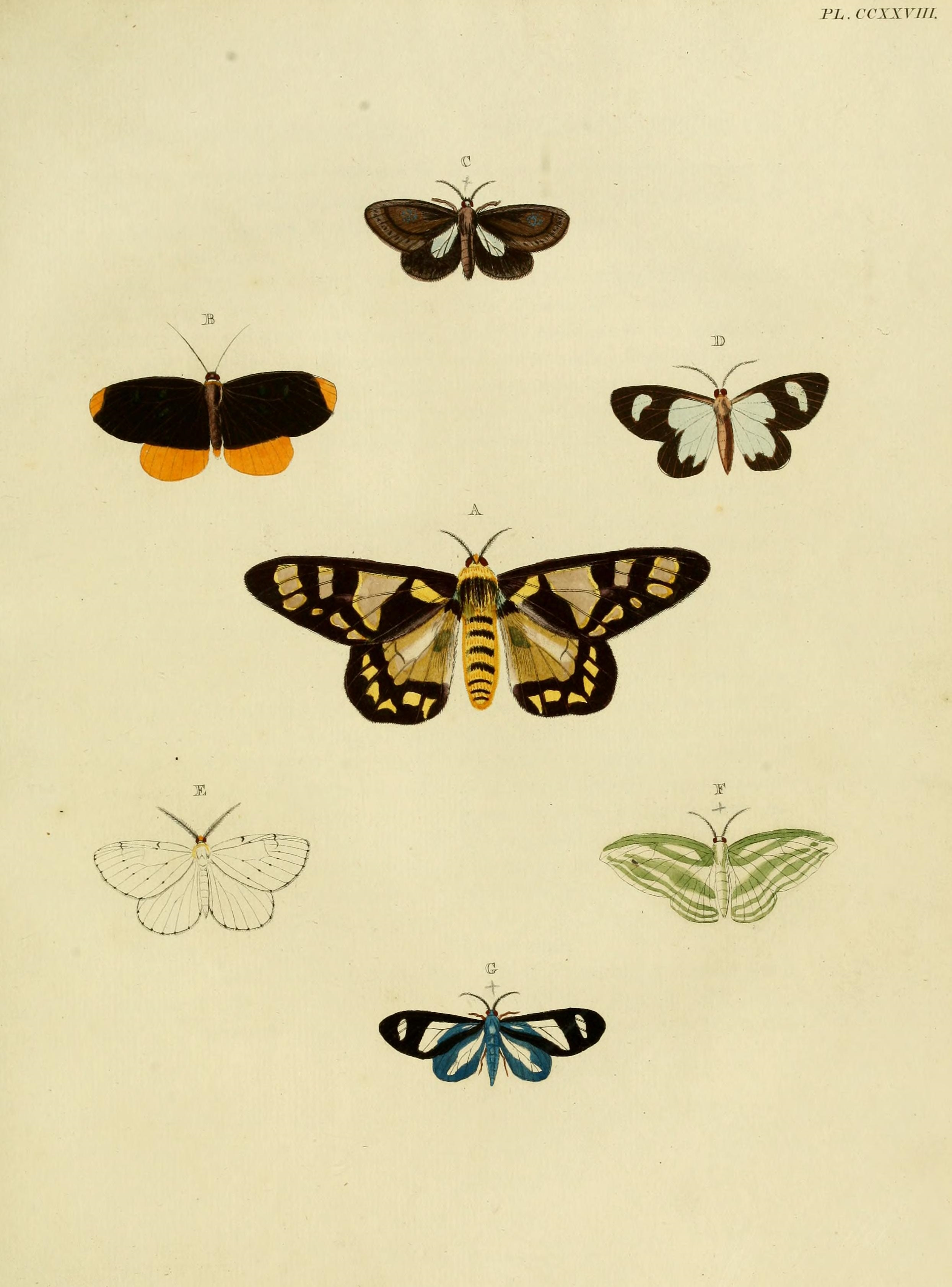
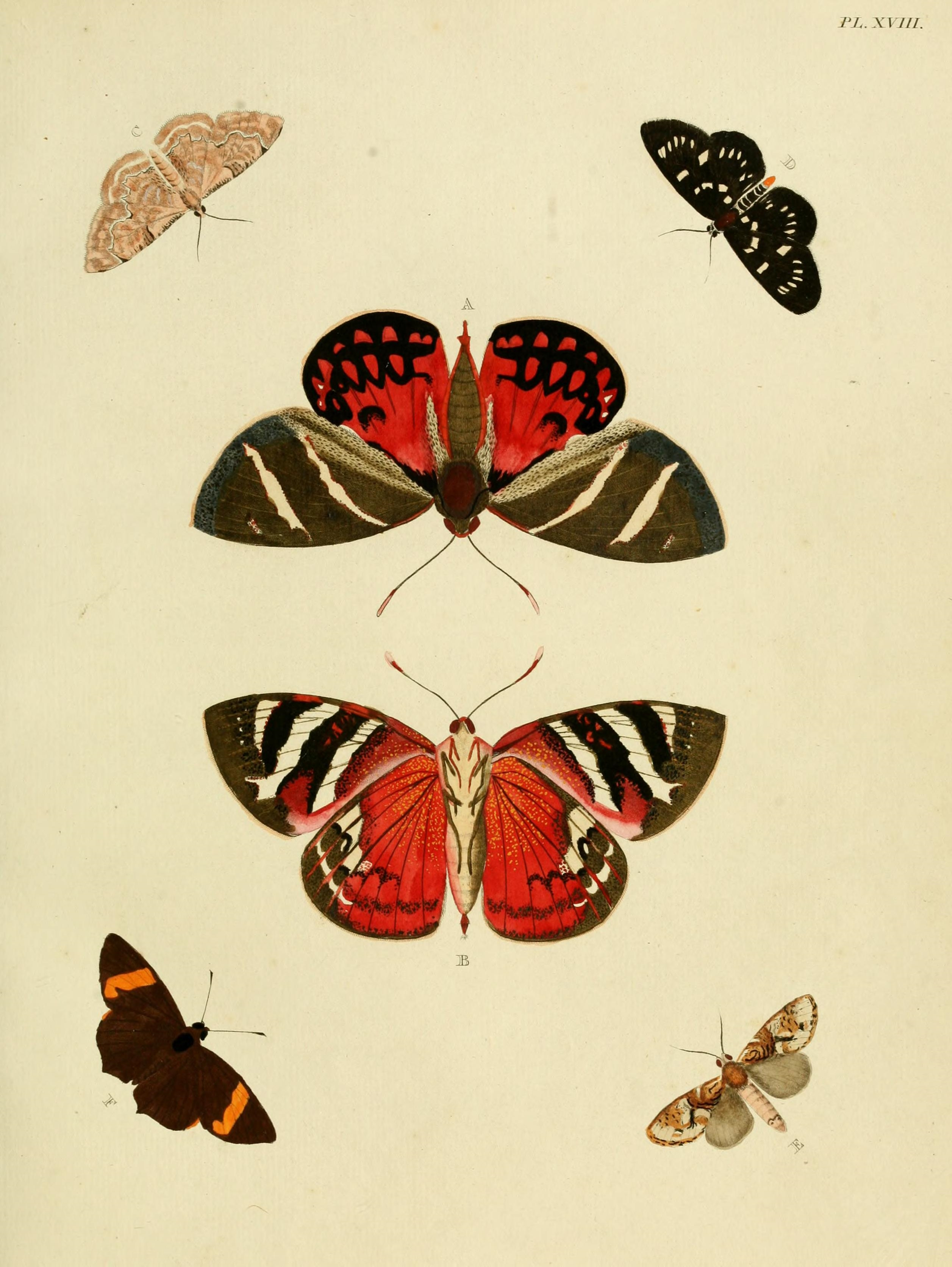

## Dottertaxa tillOphthalmis, i alfabetisk ordning[1]
- Ophthalmis admiralia
- Ophthalmis admiralitalis
- Ophthalmis aluensis
- Ophthalmis bambucina
- Ophthalmis basalis
- Ophthalmis biakensis
- Ophthalmis bismarcki
- Ophthalmis boetonensis
- Ophthalmis castalis
- Ophthalmis cincta
- Ophthalmis conferta
- Ophthalmis darna
- Ophthalmis dimidiata
- Ophthalmis fenestrata
- Ophthalmis florisiana
- Ophthalmis formosa
- Ophthalmis gentilis
- Ophthalmis haemorrhoidalis
- Ophthalmis hemixantha
- Ophthalmis intermedia
- Ophthalmis leucapex
- Ophthalmis leucisca
- Ophthalmis lincea
- Ophthalmis linceoides
- Ophthalmis melata
- Ophthalmis milete
- Ophthalmis mutata
- Ophthalmis niveata
- Ophthalmis ornata
- Ophthalmis pagenstecheri
- Ophthalmis privata
- Ophthalmis proxanthia
- Ophthalmis rosenbergi
- Ophthalmis sumbana
- Ophthalmis swinhoei